# Standardna tvorbena entalpija
Standardna tvorbena entalpija (znak ΔHto ali ΔtHo ) je toplota, ki se sprosti ali porabi pri nastanku enega mola spojine iz elementov pri standardnih pogojih. 
Standardne tvorbene entalpije elementov so po dogovoru enake nič (0). 
ΔHto(CO2) = - 394 kJ/mol
Negativni predznak pomeni, da se pri reakciji energija sprošča (eksotermna reakcija).
Standardna tvorbena entalpija ΔHto ogljikovega dioksida CO2 je - 394 kJ/mol, kar pomeni, da se pri tvorbi 1 mol ogljikovega dioksida iz elementov sprosti 394 kJ energije.
ΔHto(NO2) = + 33,1 kJ/mol
Pozitivni predznak pomeni, da se pri reakciji energija porablja in jo je treba dovesti (endotermna reakcija).
Tvorbena entalpija ΔHto dušikovega dioksida NO2 je + 33,1 kJ/mol, kar pomeni, da je za tvorbo 1 mol dušikovega dioksida iz elementov treba dovesti 33,1 kJ energije.
Enačbo je treba zmeraj urediti.